# Dan Henderson
Pour les articles homonymes, voir Henderson.
Daniel Jeffery Henderson, né le 24 août 1970 à Downey en Californie, est un pratiquant américain d'arts martiaux mixtes.
Il possède l'un des palmarès les plus impressionnants des MMA professionnels, ayant été une fois champion des poids moyens et des poids mi-moyens du Pride Fighting Championships, et une fois champion des poids mi-lourds du Strikeforce. Il a également remporté le Grand Prix Welterweight du Pride en 2005, ainsi que le tournoi des poids moyens de l'UFC 17, en 1998. De plus, son combat contre Maurício Rua a été désigné Combat de l'année 2011 par la Wrestling Observer Newsletter.
En battant Wanderlei Silva à Las Vegas, lors du Pride 33, le 24 février 2007, il unifie le titre des poids mi-moyens et des poids moyens pour la première fois de l'histoire du Pride FC. C'est la seconde fois de l'histoire des MMA, après son coéquipier Randy Couture (UFC), qu'un champion d'une catégorie unifie deux ceintures dans deux catégories différentes.
En 2010, il joue son propre rôle dans le dix-neuvième épisode de la saison 1 de NCIS : Los Angeles La Manière forte (Hand-to-Hand).

## Parcours en arts martiaux mixtes

### Débuts
Dan Henderson commence sa carrière en MMA en 1997, rejoignant l'équipe Real American Wrestling (RAW),
formée par Rico Chiapparelli et regroupant alors des spécialistes en lutte.
Après seulement deux semaines d'entraînement, il prend part au tournoi des poids légers du Brazil Open '97, le 15 juin 1997. La compétition regroupe quatre combattants de moins de 176 lb (80 kg).
Henderson affronte Crecio de Souza au premier tour.

### Strikeforce
Malgré ses derniers succès à l'UFC, Henderson ne semble pas être le prochain sur la liste pour tenter à nouveau de conquérir la ceinture des poids moyens de l'UFC toujours détenue par Anderson Silva. Il préfère donc signer un contrat au début de décembre 2009 avec la promotion du Strikeforce. Et pour son premier combat dans l'organisation, il affronte le champion des poids moyens et spécialiste du grappling, Jake Shields, lors du Strikeforce: Nashville du 17 avril 2010. Si Henderson entame bien le match en étourdissant son adversaire dans le premier round, ce dernier se reprend et réussit ensuite à dominer le combat de la seconde à la cinquième reprise en imposant le combat au sol. Shields remporte alors la victoire par décision unanime (49-45, 48-45, 49-46) et conserve son titre.
Après ce revers, Dan Henderson revient en poids mi-lourd pour affronter Renato Sobral en tête d'affiche d'un gala à Saint-Louis dans le Missouri, le 4 décembre 2010. Il lui faut cette fois-ci moins de deux minutes pour remporter le combat. L'Américain met en effet KO son adversaire dos au sol avec deux puissants coups de poing depuis une position debout.
Désormais entraîné par l'entraîneur français Daniel Woirin, Henderson obtient alors une chance pour la ceinture des poids mi-lourds du Strikeforce face au champion Rafael Cavalcante en tête d'affichage d'une soirée de la promotion, le 5 mars 2011. Après deux rounds serrés où le lutteur cherche à plusieurs reprises à placer son fameux coup de poing descendant du droit, il trouve finalement la cible dans la première minute de la troisième reprise. Il assomme le Brésilien puis s'offre la victoire par KO technique pour devenir le nouveau champion des poids mi-lourds de l'organisation à l'âge de 40 ans,.

### Nouveau retour à l'UFC
La victoire de Dan Henderson sur Fedor Emelianenko marque le dernier combat de son contrat avec le Strikeforce. Dana White, président de l'UFC, et le lutteur américain se montrent alors tous deux intéressés pour que sa carrière se poursuive par un retour dans l'Octogone de l'Ultimate Fighting Championship,. C'est alors chose faite et Dan Henderson est accueilli par l'ancien champion des poids mi-lourds de l'UFC, Maurício Rua en tête d'affiche de l'UFC 139, le 19 novembre 2011.
L'Américain entame fort les trois premiers rounds touchant à plusieurs reprises son adversaire avec son puissant coup de poing du droit. Cependant, Rua réussit à encaisser les frappes et le combat continue. La résistance cardio-vasculaire d'Henderson baisse à la fin du troisième round et le Brésilien reprend l'ascendant à partir du quatrième. Il finit même la cinquième et dernière reprise en position montée mais perd finalement le combat par décision unanime, trois rounds à deux (48-47, 48-47, 48-47). Cette rencontre engagée vaut aux deux compétiteurs un bonus du combat de la soirée et a aussi parfois été désignée comme combat de l'année 2011 par certains médias spécialisés,.
Avec ce succès, il s'offre une chance pour le titre face au champion Jon Jones. Le combat doit alors se dérouler en tête d'affiche de l'UFC 151 du 1er septembre 2012.
Cependant, une semaine avant l'échéance, Henderson se retire du combat à cause d'une blessure au genou. L'organisation ne parvient ensuite pas à trouver un remplaçant et pour la première fois de son histoire, se voit contraint d'annuler l'événement.
À son retour à la compétition, Dan Henderson est opposé à Lyoto Machida, un autre ancien champion des poids mi-lourds de l'UFC, lors de l'UFC 157 du 23 février 2013. Les deux compétiteurs se sont récemment désisté d'une occasion de combattre pour le titre, mais le vainqueur de la soirée pourrait bien retrouver cette chance selon le président de l'UFC. Aux termes de trois reprises serrés mais pauvres en actions, Machida l'emporte par décision partagée (29-28, 29-28, 28-29).
Le lutteur continue son parcours face à un autre ancien champion, Rashad Evans. D'abord prévu en tant que second combat principal de l'UFC 161 du 15 juin 2013, le match est propulsé en haut de l'affiche quand le champion intérimaire des poids coqs, Renan Barão, se retire pour cause de blessure. Malgré son nouveau statut, le combat reste prévu en trois rounds au lieu des cinq attendus pour le combat principal d'un événement UFC.
Evans remporte la victoire aux termes des trois efforts, malgré un premier round à l'avantage de son adversaire. Le second est plus contesté et Evans domine un Henderson essoufflé dans le troisième et dernier round. Les juges donnent alors Evans vainqueur par décision partagée (29-28, 29-28, 28-29).
Il affronte Vitor Belfort en vedette de l'UFC Fight Night 32, le 9 novembre 2013 à Goiânia.
Les deux hommes s'étaient précédemment rencontrés lors du Pride 32 en 2006, conclu par une victoire par décision unanime d'Henderson.
Pourtant cette fois-ci c'est le Brésilien qui l'emporte en assommant Henderson avec un coup de pied à la tête dès le 1er round, première défaite par KO au cours du parcours en MMA du lutteur américain.
Le combat face à Belfort marque la fin de son actuel contrat avec la promotion. Sur trois défaites consécutives et âgé de 43 ans, des questions se posent alors sur la suite de sa carrière.
Mais au début de l'année 2014, le renouvellement de son contrat est annoncé
et un match face à Maurício Rua est programmé en tête d'affiche de l'UFC Fight Night 38, le 23 mars au Brésil.
Cette fois encore, c'est un adversaire qu'Henderson avait déjà rencontré auparavant, dans une bataille engagée et remarquée lors de l'UFC 139 en novembre 2011.
Dominé durant les deux premiers rounds, Henderson inverse la tendance en envoyant un violent crochet à son adversaire pour s'extirper de son emprise. Rua s'écroule et Henderson continue avec quelques coups au sol avant que l'arbitre n'intervienne et ne le déclare vainqueur par TKO.
L'Américain empôche un bonus de performance de la soirée et comme lors de leur première confrontation, le combat se mérite le bonus du combat de la soirée.
Fin avril 2014, la rencontre face au lutteur Daniel Cormier est confirmé en tant que second combat principal de l'UFC 173, le 24 mai à Las Vegas.
L'ancien poids lourd surclasse Henderson, pesé à seulement 199 lb (90 kg) la veille, utilisant sa lutte pour l'amener et le contrôler au sol. Dans le troisième round, Cormier prend le dos d'Henderson pour le soumettre par étranglement arrière.
Dan Henderson décide alors de continuer son parcours à l'UFC dans la catégorie des poids moyens et il est alors programmé face à un autre ancien poids mi-lourd, Gegard Mousasi, en second combat principal de l'UFC on Fox 14 à Stockholm, le 24 janvier 2015.
Henderson ne tient pas longtemps debout face à cet ancien champion du Strikeforce. Envoyé au tapis par un coup de poing du droit, il perd le match par TKO après un peu plus d'une minute de combat.
À 44 ans et après deux défaites consécutives, Henderson ne semble pas vouloir arrêter sa carrière et affronte Tim Boetsch le 6 juin 2015, en second combat principal de l'UFC Fight Night 68.
Il rebondit en réussissant à placer un typique et puissant coup de poing du droit qui écroule Boetsch puis le frappant d'un uppercut lui assurant la victoire par KO en moins de trente secondes.
C'est ensuite une troisième rencontre face à Vitor Belfort qui est programmée en vedette de l'UFC Fight Night 77 du 7 novembre 2015, à Rio de Janeiro.
Comme lors de leur précédent match en novembre 2013, c'est à nouveau Belfort qui prend le dessus et remporte la victoire par KO dès la première reprise. Le Brésilien assomme Henderson d'un coup de pied à la tête et enchaine sur quelques coups de poing sur son adversaire au sol pour ressortir vainqueur en un peu plus de deux minutes de combat.

## Palmarès en arts martiaux mixtes
| 47 combats     | 32 victoires | 15 défaites |
| Par KO         | 16           | 3           |
| Par soumission | 2            | 4           |
| Sur décision   | 14           | 8           |

| Résultat | Record | Adversaire               | Méthode                                           | Événement                                  | Date              | Round | Temps | Lieu                                    | Notes                                                                                    |
| -------- | ------ | ------------------------ | ------------------------------------------------- | ------------------------------------------ | ----------------- | ----- | ----- | --------------------------------------- | ---------------------------------------------------------------------------------------- |
| Défaite  | 32-15  | Michael Bisping          | Décision unanime                                  | UFC 204: Bisping vs. Henderson II          | 8 octobre 2016    | 5     | 5:00  | Manchester, Angleterre                  | Pour le titre des poids moyens de l'UFC. Combat de la soirée. Prend sa retraite.         |
| Victoire | 32-14  | Hector Lombard           | KO (coup de coude)                                | UFC 199 : Rockhold vs. Bisping II          | 4 juin 2016       | 2     | 1:27  | Inglewood, Californie, États-Unis       |                                                                                          |
| Défaite  | 31-14  | Vitor Belfort            | KO (coups de poing)                               | UFC Fight Night: Belfort vs. Henderson III | 7 novembre 2015   | 1     | 2:07  | São Paulo, Brésil                       |                                                                                          |
| Victoire | 31-13  | Tim Boetsch              | KO (coups de poing)                               | UFC Fight Night: Boetsch vs. Henderson     | 6 juin 2015       | 1     | 0:28  | Nouvelle-Orléans, Louisiane, États-Unis |                                                                                          |
| Défaite  | 30-13  | Gegard Mousasi           | TKO (coups de poing)                              | UFC on Fox: Gustafsson vs. Johnson         | 24 janvier 2015   | 1     | 1:10  | Stockholm, Suède                        | Retour en poids moyen.                                                                   |
| Défaite  | 30-12  | Daniel Cormier           | Soumission technique (étranglement arrière)       | UFC 173: Barão vs. Dillashaw               | 24 mai 2014       | 3     | 3:53  | Las Vegas, Nevada, États-Unis           |                                                                                          |
| Victoire | 30-11  | Maurício Rua             | TKO (coups de poing)                              | UFC Fight Night: Shogun vs. Henderson 2    | 23 mars 2014      | 3     | 1:31  | Natal, Brésil                           | Combat de la soirée. Performance de la soirée.                                           |
| Défaite  | 29-11  | Vitor Belfort            | KO (coup de pied à la tête)                       | UFC Fight Night: Belfort vs. Henderson     | 9 novembre 2013   | 1     | 1:17  | Goiânia, Brésil                         |                                                                                          |
| Défaite  | 29-10  | Rashad Evans             | Décision partagée                                 | UFC 161: Evans vs. Henderson               | 15 juin 2013      | 3     | 5:00  | Winnipeg, Manitoba, Canada              |                                                                                          |
| Défaite  | 29-9   | Lyoto Machida            | Décision partagée                                 | UFC 157: Rousey vs. Carmouche              | 23 février 2013   | 3     | 5:00  | Anaheim, Californie, États-Unis         |                                                                                          |
| Victoire | 29-8   | Maurício Rua             | Décision unanime                                  | UFC 139: Shogun vs. Henderson              | 19 novembre 2011  | 5     | 5:00  | San José, Californie, États-Unis        | Combat de la soirée.                                                                     |
| Victoire | 28-8   | Fedor Emelianenko        | TKO (coups de poing)                              | Strikeforce: Fedor vs. Henderson           | 30 juillet 2011   | 1     | 4:12  | Hoffman Estates, Illinois, États-Unis   | Combat en poids lourd.                                                                   |
| Victoire | 27-8   | Rafael Cavalcante        | TKO (coups de poing)                              | Strikeforce: Feijao vs. Henderson          | 17 avril 2010     | 3     | 0:50  | Columbus, Ohio, États-Unis              | Remporte le titre des poids mi-lourds du Strikeforce.                                    |
| Victoire | 26-8   | Renato Sobral            | KO (coups de poing)                               | Strikeforce: Henderson vs. Babalu 2        | 4 décembre 2010   | 1     | 1:53  | Saint-Louis, Missouri, États-Unis       | Retour en poids mi-lourd.                                                                |
| Défaite  | 25-8   | Jake Shields             | Décision unanime                                  | Strikeforce: Nashville                     | 17 avril 2010     | 5     | 5:00  | Nashville, Tennessee, États-Unis        | Pour le titre des poids moyens du Strikeforce.                                           |
| Victoire | 25-7   | Michael Bisping          | KO (coup de poing)                                | UFC 100: Lesnar vs. Mir 2                  | 11 juillet 2009   | 2     | 3:20  | Las Vegas, Nevada, États-Unis           | KO de la soirée KO de l'année 2009                                                       |
| Victoire | 24-7   | Rich Franklin            | Décision partagée                                 | UFC 93: Franklin vs. Henderson             | 17 janvier 2009   | 3     | 5:00  | Dublin, Irlande                         | Combat en poids mi-lourd                                                                 |
| Victoire | 23-7   | Rousimar Palhares        | Décision unanime                                  | UFC 88: Breakthrough                       | 6 septembre 2008  | 3     | 5:00  | Atlanta, Géorgie, États-Unis            |                                                                                          |
| Défaite  | 22-7   | Anderson Silva           | Soumission (étranglement arrière)                 | UFC 82: Pride of a Champion                | 1er mars 2008     | 2     | 4:52  | Columbus, Ohio, États-Unis              | Pour le titre des poids moyens de l'UFC. Combat de la soirée                             |
| Défaite  | 22-6   | Quinton Jackson          | Décision unanime                                  | UFC 75: Champion vs. Champion              | 8 septembre 2007  | 5     | 5:00  | Londres, Angleterre                     | Pour le titre des poids mi-lourds de l'UFC.                                              |
| Victoire | 22-5   | Wanderlei Silva          | KO (coups de poing)                               | Pride 33: Second Coming                    | 24 février 2007   | 3     | 2:08  | Las Vegas, Nevada, États-Unis           | Remporte le titre des poids moyens du Pride FC.                                          |
| Victoire | 21-5   | Vitor Belfort            | Décision unanime                                  | Pride 32: The Real Deal                    | 21 octobre 2006   | 3     | 5:00  | Las Vegas, Nevada, États-Unis           |                                                                                          |
| Défaite  | 20-5   | Kazuo Misaki             | Décision unanime                                  | Pride Bushido 12                           | 26 août 2006      | 2     | 5:00  | Nagoya, Japon                           |                                                                                          |
| Victoire | 20-4   | Kazuo Misaki             | Décision unanime                                  | Pride Bushido 10                           | 2 avril 2006      | 2     | 5:00  | Tokyo, Japon                            |                                                                                          |
| Victoire | 19-4   | Murilo Bustamante        | Décision partagée                                 | Pride Shockwave 2005                       | 31 décembre 2005  | 2     | 5:00  | Saitama, Japon                          | Remporte le Grand Prix 2005 poids mi-moyens et le titre des poids mi-moyens du Pride FC. |
| Victoire | 18-4   | Akihiro Gono             | KO (coup de poing)                                | Pride Bushido 9                            | 25 septembre 2005 | 1     | 7:58  | Tokyo, Japon                            |                                                                                          |
| Victoire | 17-4   | Ryo Chonan               | KO (coup de poing)                                | Pride Bushido 9                            | 25 septembre 2005 | 1     | 0:22  | Tokyo, Japon                            |                                                                                          |
| Défaite  | 16-4   | Antônio Rogério Nogueira | Soumission (clé de bras)                          | Pride GP 2005: Total Elimination           | 23 avril 2005     | 1     | 8:05  | Osaka, Japon                            |                                                                                          |
| Victoire | 16-3   | Yuki Kondo               | Décision partagée                                 | Pride Shockwave 2004                       | 31 décembre 2004  | 3     | 5:00  | Saitama, Japon                          |                                                                                          |
| Victoire | 15-3   | Kazuhiro Nakamura        | TKO (blessure à l'épaule)                         | Pride 28: High Octane                      | 31 octobre 2004   | 1     | 1:15  | Saitama, Japon                          |                                                                                          |
| Victoire | 14-3   | Murilo Bustamante        | TKO (coups de poing)                              | Pride GP 2003: Final Conflict              | 9 novembre 2003   | 1     | 0:53  | Tokyo, Japon                            |                                                                                          |
| Victoire | 13-3   | Shungo Oyama             | TKO (coups de poing)                              | Pride 25: Body Blow                        | 16 mars 2003      | 1     | 3:28  | Yokohama, Japon                         |                                                                                          |
| Défaite  | 12-3   | Antônio Rodrigo Nogueira | Soumission (clé de bras)                          | Pride 24: Cold Fury 3                      | 23 décembre 2002  | 3     | 1:49  | Fukuoka, Japon                          |                                                                                          |
| Défaite  | 12-2   | Ricardo Arona            | Décision partagée                                 | Pride 20: Armed and Ready                  | 28 avril 2002     | 3     | 5:00  | Yokohama, Japon                         |                                                                                          |
| Victoire | 12-1   | Murilo Rua               | Décision partagée                                 | Pride 17: Championship Chaos               | 3 novembre 2001   | 3     | 5:00  | Tokyo, Japon                            |                                                                                          |
| Victoire | 11-1   | Akira Shoji              | TKO (coups de poing et coups de genou)            | Pride 14: Clash of the Titans              | 27 mai 2001       | 3     | 3:18  | Yokohama, Japon                         |                                                                                          |
| Victoire | 10-1   | Renzo Gracie             | KO (coup de poing)                                | Pride 13: Collision Course                 | 25 mars 2001      | 1     | 1:40  | Saitama, Japon                          |                                                                                          |
| Défaite  | 9-1    | Wanderlei Silva          | Décision unanime                                  | Pride 12: Cold Fury                        | 9 décembre 2000   | 3     | 5:00  | Saitama, Japon                          |                                                                                          |
| Victoire | 9-0    | Renato Sobral            | Décision partagée                                 | Rings: King of Kings 1999 Final            | 26 février 2000   | 3     | 5:00  | Tokyo, Japon                            | Remporte le tournoi King of Kings 1999 du Rings.                                         |
| Victoire | 8-0    | Antonio Rodrigo Nogueira | Décision partagée                                 | Rings: King of Kings 1999 Final            | 26 février 2000   | 2     | 5:00  | Tokyo, Japon                            |                                                                                          |
| Victoire | 7-0    | Gilbert Yvel             | Décision unanime                                  | Rings: King of Kings 1999 Final            | 26 février 2000   | 2     | 5:00  | Tokyo, Japon                            |                                                                                          |
| Victoire | 6-0    | Hiromitsu Kanehara       | Décision partagée                                 | Rings: King of Kings 1999 Block A          | 28 octobre 1999   | 2     | 5:00  | Tokyo, Japon                            |                                                                                          |
| Victoire | 5-0    | Bakouri Gogitidze        | TKO (coup de genou aux côtes)                     | Rings: King of Kings 1999 Block A          | 28 octobre 1999   | 1     | 2:17  | Tokyo, Japon                            |                                                                                          |
| Victoire | 4-0    | Carlos Newton            | Décision partagée                                 | UFC 17: Redemption                         | 15 mai 1998       | 1     | 15:00 | Mobile, Alabama, États-Unis             | Remporte le tournoi poids moyens de l'UFC 17.                                            |
| Victoire | 3-0    | Allan Goes               | Décision unanime                                  | UFC 17: Redemption                         | 15 mai 1998       | 1     | 15:00 | Mobile, Alabama, États-Unis             |                                                                                          |
| Victoire | 2-0    | Eric Smith               | Soumission technique (étranglement en guillotine) | Brazil Open: '97                           | 15 juin 1997      | 1     | 0:30  | Brésil                                  |                                                                                          |
| Victoire | 1-0    | Crezio De Souza          | TKO (coups de poing)                              | Brazil Open: '97                           | 15 juin 1997      | 1     | 5:25  | Brésil                                  |                                                                                          |